# Dorsa Ewing
Dorsa Ewing ist eine Gruppe von Meeresrücken auf dem Mond mit einem mittleren Durchmesser von 260 km.
Im Jahr 1976 wurde sie nach dem amerikanischen Geophysiker William Maurice Ewing benannt.